# Lorraine-Dietrich Type DR
Der Lorraine-Dietrich Type DR ist eine Baureihe von Pkw-Modellen der 1900er Jahre. Dazu gehören Type CDR und Type TDR. Hersteller war Lorraine-Dietrich in Frankreich.

## Beschreibung
Die Baureihe stand nur 1906 im Sortiment. Vorausgegangen war der De Dietrich Type CR des Vorgängerunternehmens Société de Dietrich et Cie de Lunéville. 1907 folgte der Type ER.
Der Motor entstand nach einer Lizenz von Turcat-Méry. Er ist ein Vierzylinder-Reihenmotor. Er ist als L-Kopf-Motor mit SV-Ventilsteuerung ausgeführt. Jeweils zwei Zylinder sind paarweise zusammengegossen. 146 mm Bohrung und 180 mm Hub ergeben 12.054 cm³ Hubraum. Der Motor war damals in Frankreich steuerlich mit 60 CV eingestuft.
Der Motor ist vorn längs im Fahrgestell eingebaut. Er treibt über ein Vierganggetriebe und Ketten die Hinterräder an. Die Bremse wirkt zeittypisch nur auf die Hinterachse.
Type CDR hat einen kürzeren Radstand und Type TDR einen längeren Radstand.